# 湘楠
湘楠（学名：Phoebe hunanensis），为樟科楠属下的一个植物种。其种加词“hunanensis”意为“湖南的”。